# سیارک ۱۹۷۴
سیارک ۱۹۷۴ (به انگلیسی: 1974 Caupolican، نامگذاری:1968OE) هزار و نهصد و هفتاد و چهارمین سیارک کشف شده‌است که در ۱۸ ژوئیه ۱۹۶۸ کشف شد.
قدر مطلق سیارک برابر ۱۲٫۷۰ است.